# زوران بتروفيتش
زوران بتروفيتش (ولد في 10 أبريل 1952) هو حكم كرة القدم صربي.

## مسيرته التحكيمية

### كأس العالم
في كأس العالم، حكم بتروفيتش ما مجموعه أربع مباريات وعمل مساعد في مباراتين أخريين.
في كأس العالم 1986 في المكسيك، كان الحكم الرئيسي مباراة دور المجموعات العراق والمكسيك، وكذلك في مباراة المغرب وألمانيا الغربية.

### الدوري الياباني
بعد تحكيمه في كأسين عالميين متتاليين وقع زوران بتروفيتش عقدًا احترافيًا مع اتحاد كرة القدم الياباني وكان حكمًا في الدوري الياباني من 1994 حتى 1997. وفاز بجائزتي أفضل حكم في عامي 1994 و1996. كانت مهمته في اليابان نقل خبرته ومعرفته إلى الحكام اليابانيين الجدد.

## وصلات خارجية
- زوران بتروفيتش على موقع Soccerway.com (الإنجليزية)